# Bruce Bennett
Bruce Bennett, ursprungligen Harold Herman Brix, född 19 maj 1906 i Tacoma, Washington, död 24 februari 2007 i Santa Monica, Kalifornien, var en amerikansk skådespelare. Han inledde en filmkarriär som statist i början av 1930-talet och fick större roller från och med 1936. I början av karriären använde han sitt riktiga namn Herman Brix, men från 1939 var han känd som Bruce Bennett. Han medverkade i över 140 filmer och TV-produktioner.

## Filmografi (urval)
- 1943 – Ungkarlsfällan
- 1943 – Sahara
- 1945 – Mildred Pierce – en amerikansk kvinna
- 1946 – Stulet liv
- 1947 – Mörk passage
- 1947 – Kvinnan utanför
- 1948 – Sierra Madres skatt
- 1948 – Silverfloden
- 1949 – Horisonten i flammor
- 1950 – Mördare utan ansikte
- 1952 – Avslöjad
- 1953 – Drömhustrun
- 1955 – Rymden är mitt liv
- 1956 – Duell i Texas
- 1961 – Hjälten från Iwo Jima
- 1972 – Tur med otur